# Бетерзен
Бетерзен (нім. Bötersen) — громада в Німеччині, розташована в землі Нижня Саксонія. Входить до складу району Ротенбург-на-Вюмме. Складова частина об'єднання громад Зоттрум.
Площа — 19,85 км2. Населення становить 1093 ос. (станом на 31 грудня 2021).